# Зиновий (Красовский)
Епи́скоп Зино́вий (в миру Влади́мир Васи́льевич Красо́вский; 1884, Нижегородская губерния — 4 июля 1954) — епископ Русской православной церкви, епископ Горьковский и Арзамасский.

## Биография
Родился в 1884 году на Нижегородской земле в семье священника. Во время учёбы Владимира в семинарии умирает его отец.
В 1909 году окончил Нижегородскую духовную семинарию по первому разряду.
10 сентября 1909 года назначен законоучителем церковно-приходской школы деревни Бугровой Нижегородского уезда.
Вскоре женился и 18 октября 1909 года рукоположен в сан иерея к Троицкой церкви села Ичалки Княгининского уезда; 29 октября определён законоучителем двухклассного мужского училища.
Содержания от казны не получал, как значится в его формулярном списке, а получал 150 рублей за преподавание Закона Божия в училище, имел 75 рублей в год кружечного дохода со своего храма, 400 рублей за аренду земли, требы же иерей Владимир совершал бесплатно.
В 1911 году в их семье родилась дочь Елена. Сразу после родов скончалась его супруга Евгения.
С 1914 года служил в храме в честь Нерукотворного Образа Спасителя в селе Воротынец Васильсурского уезда. Впоследствии возведён в сан протоиерея, был благочинным. Числился в клире храма в 1930-е годы.
Решением Священного Синода Русской православной церкви был избран епископом Лысковским, викарием Горьковской епархии с поручением временного управления Горьковской епархией.
20 декабря 1943 году принял монашество с именем Зиновий.
21 декабря в зале Патриархии был совершен чин наречения иеромонаха Зиновия во епископа Лысковского
22 декабря в церкви Нечаянной Радости, что в Марьиной Роще был хиротонисан во епископа Лысковского, викария Горьковской епархии. Хиротонию совершили: Патриарх Московский и всея Руси Сергий, Митрополит Ленинградский и Новгородский Алексий (Симанский) и митрополит Киевский и Галицкий Николай (Ярушевич).
Епископу Зиновию довелось управлять Горьковской епархией в последний год Великой Отечественной войны и в первые послевоенные годы. Стали открываться храмы (в 1930-е годы и накануне войны в Горьковской епархии они закрывались по нескольку сотен в год). В Горьковской области уже на 4 марта 1944 года в облисполком поступило 111 заявлений из 42 районов области с просьбой об открытии церквей. Открыто же было только 6 храмов, фактически уже действовавших: в городе Ветлуге и в селах Полховский Майдан Вознесенского района, Малом Мурашкине Большемурашкинского района, Шершово Перевозского района, Кубенцево Балахнинского района и Выездное Арзамасского района (для сравнения — до революции Нижегородской епархии действовало 1126 церквей). В самом городе Горьком за годы войны было открыто лишь три храма и все — на окраинах.
В 1945 году было открыто уже 22 церкви, в 1946 году — 31, в 1947 — 44, в 1948 — 46.
В феврале 1946 года назначен епископом Горьковским и Арзамасским.
В 1947 году епископ Зиновий письменно призвал все духовенство, советы церквей, верующих отметить всенародный праздник «30-летия Октябрьской социалистической революции» досрочным расчетом по государственному займу, досрочным взносом духовенством подоходного налога, увеличением взносов в фонд восстановления народного хозяйства. Сам епископ из личных средств сделал отчисления в Красный Крест, и его примеру последовали районные церкви.
В 1947 году в числе семи клириков Горьковской епархии награждён медалью «За доблестный труд в Великой Отечественной войне 1941—1945 гг.».
В связи с тяжелой болезнью, которая не оставляла его в течение многих лет, он вынужден был подать прошение об увольнении от дел епархии.
18 ноября 1948 года уволен на покой, согласно прошению, по болезни.
На покое Владыка Зиновий прожил не более шести лет, невыносимо страдая от болезни.
Скончался 4 июля 1954 года. Отпевание почившего архиерея совершил его преемник, архиепископ Горьковский и Арзамасский Корнилий, в сослужении всего городского духовенства. Погребён близ алтаря Троицкого Высоковского храма, служившего в 1942—1989 годах кафедральным собором Горьковской епархии.